# Tillières
Tillières là một xã thuộc tỉnh Maine-et-Loire trong vùng Pays de la Loire phía tây nước Pháp. Xã này nằm ở khu vực có độ cao trung bình 88 mét trên mực nước biển.
Dân số năm 2006 là 1635 người.